# Унесённые ветром (группа)
Унесённые ветром — российская поп-группа, основанная Дмитрием Чижовым и солисткой Татьяной Морозовой в 1997 году.

## История

### «Колледж»
В 1988 году гитарист группы «Мираж» Дмитрий Чижов совместно с Игорем Пономаревым (концертный гитарист группы «Мираж») создал группу «Колледж», в которой выступил в качестве солиста и автора всех песен.
В разные годы в группу входили Игорь Пономарев (гитара), Александр Матяшин (ударные), Владимир Николаев (гитара), Сергей Крылов (клавиши), Михаил Горячев (клавиши).
Группой было записано и выпущено четыре альбома, впоследствии многие песни группы «Колледж» были исполнены Мариной Хлебниковой («Рай в шалаше», «Полоска взлётная» и другие) и Татьяной Морозовой, солисткой группы «Унесённые Ветром» («Мой милый ангел», «Вернись» и другие).

### «Унесенные Ветром»
В 1997 году Дмитрий Чижов и Татьяна Морозова создали новую группу — «Унесённые Ветром», для которой также все песни писал сам. Солисткой и соосновательницей группы стала Татьяна Морозова.
После выхода первого альбома «Полтергейст» (1998) группа стала достаточно популярной, песни с альбома звучали в эфире радиостанций, группа участвовала в «Рождественских встречах» А. Пугачёвой, принимала участие в «Песне года».
В 1997 году группа стала лауреатом премии «Золотой граммофон» за песню «Полтергейст»

### Другие исполнители
Параллельно с работой над материалом для группы «Унесенные Ветром», Д. Чижов работал с М. Хлебниковой. Его песни в исполнении певицы также очень популярны в тот период времени («Чашка кофею», «Стаканчик бренди»).
Мы с Димой не ограничились двумя песнями, и время от времени возобновляем сотрудничество. Он очень талантливый человек, и его идеи многого стоят. В моей дискографии много треков его авторства, так сразу все и не перечислюМарина Хлебникова
Песни Д. Чижова, исполненные Хлебниковой: «Ночь перед Рождеством», «Солнце», «Деньги», «Полоска взлетная», «Рай в шалаше», «Чашка Кофею», «Стаканчик Бренди», «Мы с тобою вдвоём», «Миллион», «Если-после» и другие.
Певица Натали записывает ряд песен, тексты для которых также написаны Д. Чижовым.
Песни «Облака» в исполнении певицы Натали и «Полоска взлетная» в исполнении М. Хлебниковой вошли в первый альбом «Полтергейст» (1998) группы «Унесенные ветром»
В 1999 году выходит сингл Ф. Киркорова «Мышь». В 2002 Ф. Киркоров в дуэте с Татьяной Морозовой записывают песню «Пупсик», которая вошла в альбом «Полная версия» (2002) группы «Унесенные ветром».

## Состав

### Текущий
- Елена Астет
- Дмитрий Чижов

### Бывшие участники
- Татьяна Морозова
- Игорь Пономарев
- Александр Матяшин
- Михаил Горячев

## Дискография
- 1998 — «Полтергейст»
- 1999 — «Унесённые ветром — Том 2»
- 2000 — «Унесённые ветром — Том 3»
- 2002 — «Полная версия»
- 2005 — «Любовное настроение»
- 2006 — «Легкий Намёк»
- 2007 — «Звёздная линия»